# Ceph
Ceph(/ˈsɛf/)는 단일 분산 컴퓨터 클러스터에 오브젝트 스토리지를 구현하는 오픈 소스 소프트웨어 정의 스토리지 플랫폼이다. 오브젝트, 블록, 파일 레벨의 스토리지를 위한 3-in-1 인터페이스를 제공한다. Ceph는 주로 누구나 사용할 수 있으면서도 엑사바이트 수준까지 단일 장애점 확장 없이 완전히 분산된 작업을 목적으로 한다. 버전 12부터 Ceph는 다른 파일 시스템에 의존하지 않으며 직접 자체 스토리지 백엔드 블루스토어(BlueStore)를 가지고 하드 디스크 드라이브(HDD)와 솔리드 스테이트 드라이브(SSD)를 관리할 수 있으며 POSIX 파일 시스템을 온전히 노출시킬 수 있다.

## 같이 보기
- GlusterFS
- 쿠버네티스
- 러스터 (파일 시스템)
- 소프트웨어 정의 스토리지
- ZFS